# Mateusz Bieniek
Mateusz Bieniek (* 5. April 1994 in Blachownia) ist ein polnischer Volleyballspieler. Bienieke nahm bisher dreimal an Olympischen Spielen teil: 2016 in Rio de Janeiro, 2020 in Tokio und 2024 in Paris, wo er die Silbermedaille gewann.

## Leben
Mateusz Bieniek spielte als Jugendlicher bei polnischen Jugendnationalmannschaften mit. Als Erwachsener spielte er ab 2010 für drei Jahre bei Norwid Częstochowa. Ab der Saison 2013/14 spielte er für drei Jahre bei Effector Kielce in die Polska Liga Siatkówki. In der Saison 2016/17 wechselte er zu ZAKSA aus Kędzierzyn-Koźle und gewann mit der Mannschaft den polnischen Pokal und die Meisterschaft.
In der Saison 2019/20 wechselte er zum ersten Mal ins Ausland, spielte für Volley Lube in der italienischen Super League. Die Mannschaft gewann die Klub-Weltmeisterschaft sowie den italienischen Pokal. Bereits im darauffolgenden Jahr kehrte er, ausgeliehen an Skra Bełchatów, in die PlusLiga zurück, der höchsten polnischen Spielklasse.
Bienek debütierte 2014 in der A-Nationalmannschaft, mit der er bei den Weltmeisterschaften 2015 und 2018 die Goldmedaille gewann. 2019 gewann sie Bronze bei der Europameisterschaft und Silber bei der Weltmeisterschaft.
2021, beim Gewinn der Silbermedaille bei der Volleyball Nations League, erhielt Bienek die Auszeichnung als bester Innenverteidiger. Die Mannschaft gewann auch die Bronzemedaille bei der Europameisterschaft.